# WorldView Legion
WorldView Legion ist einer geplante Serie von hochauflösenden Erdbeobachtungssatelliten des US-amerikanischen Unternehmens Maxar Technologies.[veraltet] Sie sollen die Kapazitäten der Satelliten WorldView-1, WorldView-2 und GeoEye-1 ersetzen. Der Start der Satelliten war für 2023 mit Falcon-9-Raketen von SpaceX geplant und wurde auf 2024 verschoben.

## Missionsdaten
Gebaut werden die Satelliten von SSL (ehemals Space Systems/Loral), einem Tochterunternehmen von Maxar. Die Kameras werden von Raytheon, einem Tochterunternehmen der RTX Corporation, bereitgestellt. Sie sollen panchromatische Auflösungen von bis zu 0,29 m aufnehmen können. Auf multispektraler Ebene sollen Aufnahmen mit Auflösungen von bis zu 1,16 m möglich sein. Die Satelliten sollen die gleichen Orte täglich bis zu 40-mal fotografieren können.
Insgesamt sollten zwei Satelliten in einem polaren Orbit und vier Satelliten in einem sonnensynchronen Orbit arbeiten.

## Liste der Satelliten
Stand der Liste: 10. April 2025
| Satellit           | Startdatum (UTC) | Trägerrakete     | Startplatz                   | Orbit          |
| ------------------ | ---------------- | ---------------- | ---------------------------- | -------------- |
| WorldView Legion 1 | 2. Mai 2024      | Falcon 9 Block 5 | Vandenberg SFB, SLC-4E       | sonnensynchron |
| WorldView Legion 2 | 2. Mai 2024      | Falcon 9 Block 5 | Vandenberg SFB, SLC-4E       | sonnensynchron |
| WorldView Legion 3 | 15. Aug. 2024    | Falcon 9 Block 5 | Cape Canaveral SFS, SLC-40   |                |
| WorldView Legion 4 | 15. Aug. 2024    | Falcon 9 Block 5 | Cape Canaveral SFS, SLC-40   |                |
| WorldView Legion 5 | 4. Feb. 2025     | Falcon 9 Block 5 | Kennedy Space Center, LC-39A |                |
| WorldView Legion 6 | 4. Feb. 2025     | Falcon 9 Block 5 | Kennedy Space Center, LC-39A |                |